# Plagiognathus fulvaceus
Plagiognathus fulvaceus är en insektsart som beskrevs av Knight 1964. Plagiognathus fulvaceus ingår i släktet Plagiognathus och familjen ängsskinnbaggar. Inga underarter finns listade i Catalogue of Life.